# Eustrotia obscura
Eustrotia obscura är en fjärilsart som beskrevs av W. Warren 1913. Eustrotia obscura ingår i släktet Eustrotia och familjen nattflyn. Inga underarter finns listade i Catalogue of Life.